# Mount Tamalpais
Mount Tamalpais – szczyt w Pacific Coast Range w Kalifornii (USA). Wysokość 784 m n.p.m.